# 法王寺古墳
法王寺古墳（ほうおうじこふん）は、京都府与謝郡与謝野町男山にあった古墳。形状は前方後円墳。現在では墳丘は失われている。

## 概要
京都府北部、天橋立で仕切られた内海である阿蘇海の北岸丘陵の先端部に築造された古墳である。早い段階で大きく削平を受けていたが、1968年（昭和43年）に京都府教育委員会による発掘調査が実施されたのちに全面的に削平され、現在は京都府立与謝の海支援学校（旧京都府立与謝の海養護学校）が建てられている。
墳形は前方後円形で、前方部を南西方向に向けた。墳丘は、後円部で3段築成、前方部で2段築成。墳丘外表では丹後型円筒埴輪を用いた埴輪列のほか、葺石が認められているほか、墳頂部北側・後円部裾で埴輪棺2個体が、前方部端から離れた地点で木棺墓が検出されている。埋葬施設は明らかでない。
築造時期は、古墳時代前期の4世紀代と推定される。野田川流域・阿蘇海周辺の古墳としては最大規模で、後世に丹後国の中心地となる以前からの繁栄を示唆する古墳になる。阿蘇海は港に適した内海で、一帯は大風呂南1号墳（与謝野町岩滝）や籠神社伝世鏡（宮津市大垣）などで弥生時代から栄えた地域として知られるが、同様に内海が存在した網野や竹野では網野銚子山古墳（京丹後市網野町、201メートル）や神明山古墳（京丹後市丹後町宮、190メートル）といった巨大古墳が築造されており、各内海で政治的性格が異なる点が注目される。
現在、出土石棺等は京都府立丹後郷土資料館（宮津市国分）において展示されている。

## 墳丘
墳丘の規模は次の通り。
- 墳丘長：74メートル
- 後円部 直径：55メートル
- 前方部 長さ：30メートル

大きさとしては丹後地方で第7位の規模になるとされる。墳丘は側面を阿蘇海方向に向ける立地になる。
なお、調査時には古墳東側の祠に凝灰岩製の長持形石棺が安置されており（現在は京都府立丹後郷土資料館展示）、かつては法王寺古墳の石棺とする説があった。しかし、実際には法王寺古墳出土埴輪よりも新しい時期のものであり、現在では法王寺古墳とは別の中期古墳のものとされる。そのほか、調査では砂岩製石枕が見つかっている。

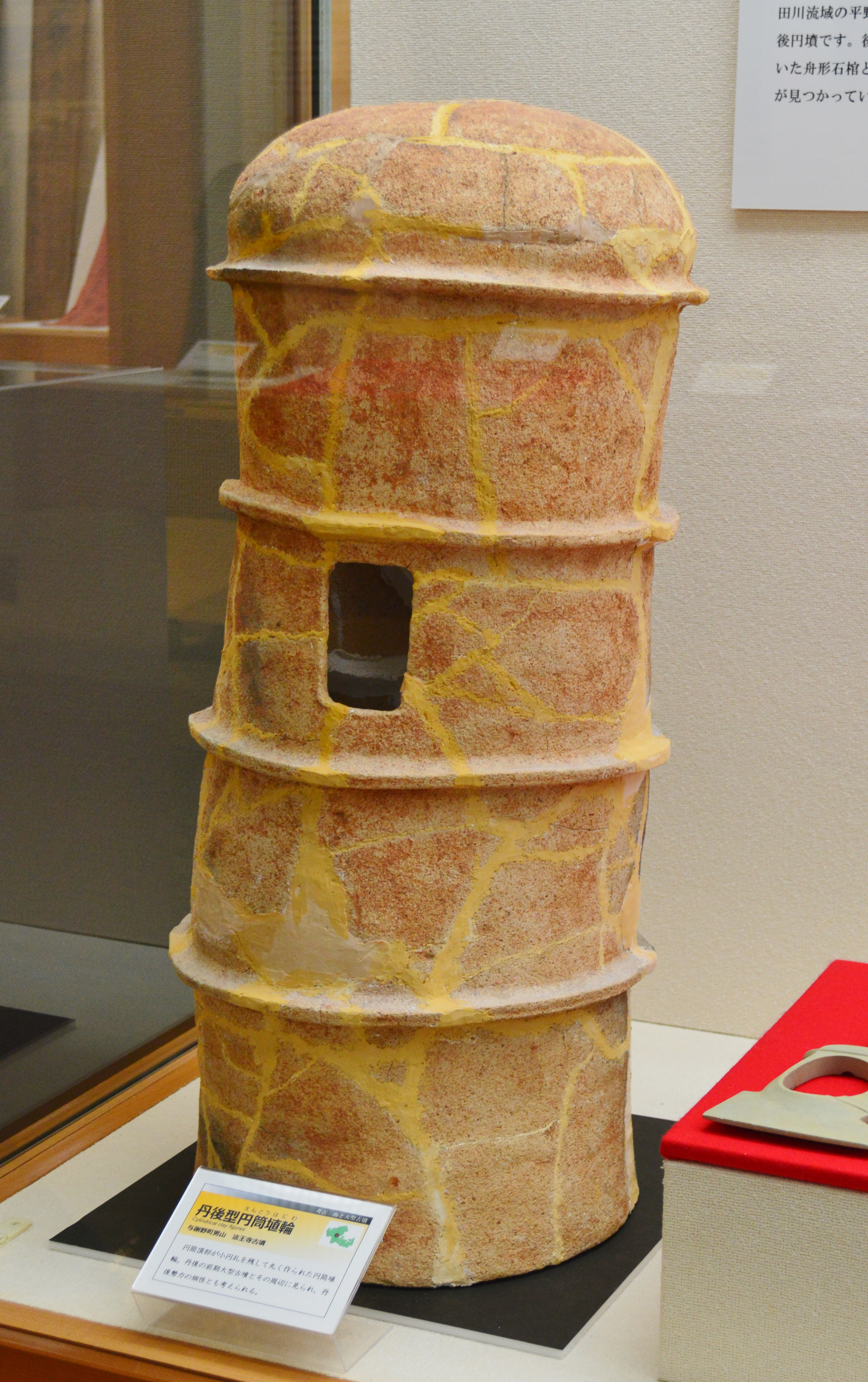
出土埴輪 京都府立丹後郷土資料館展示。
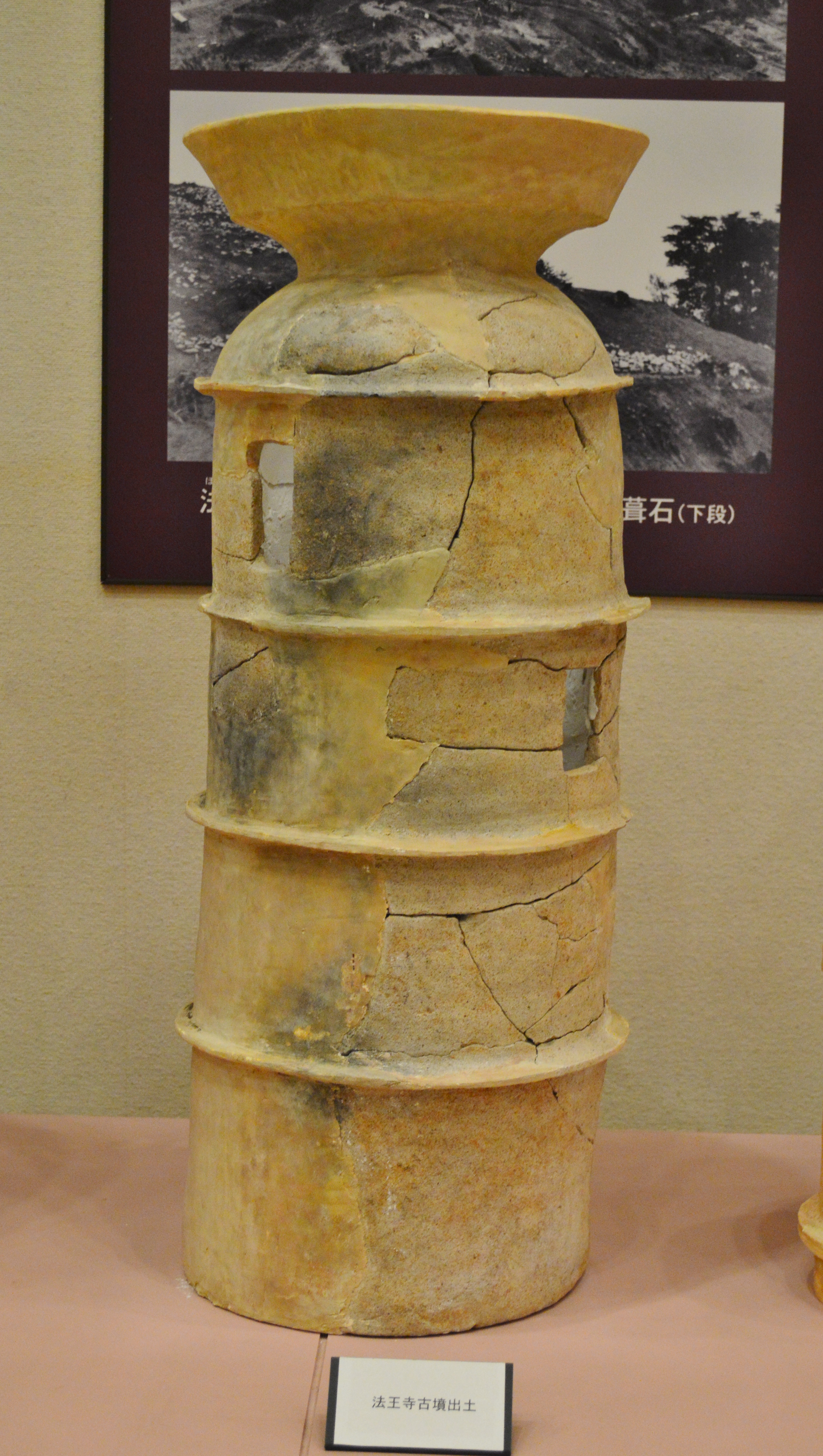
出土埴輪 与謝野町古墳公園はにわ資料館展示。
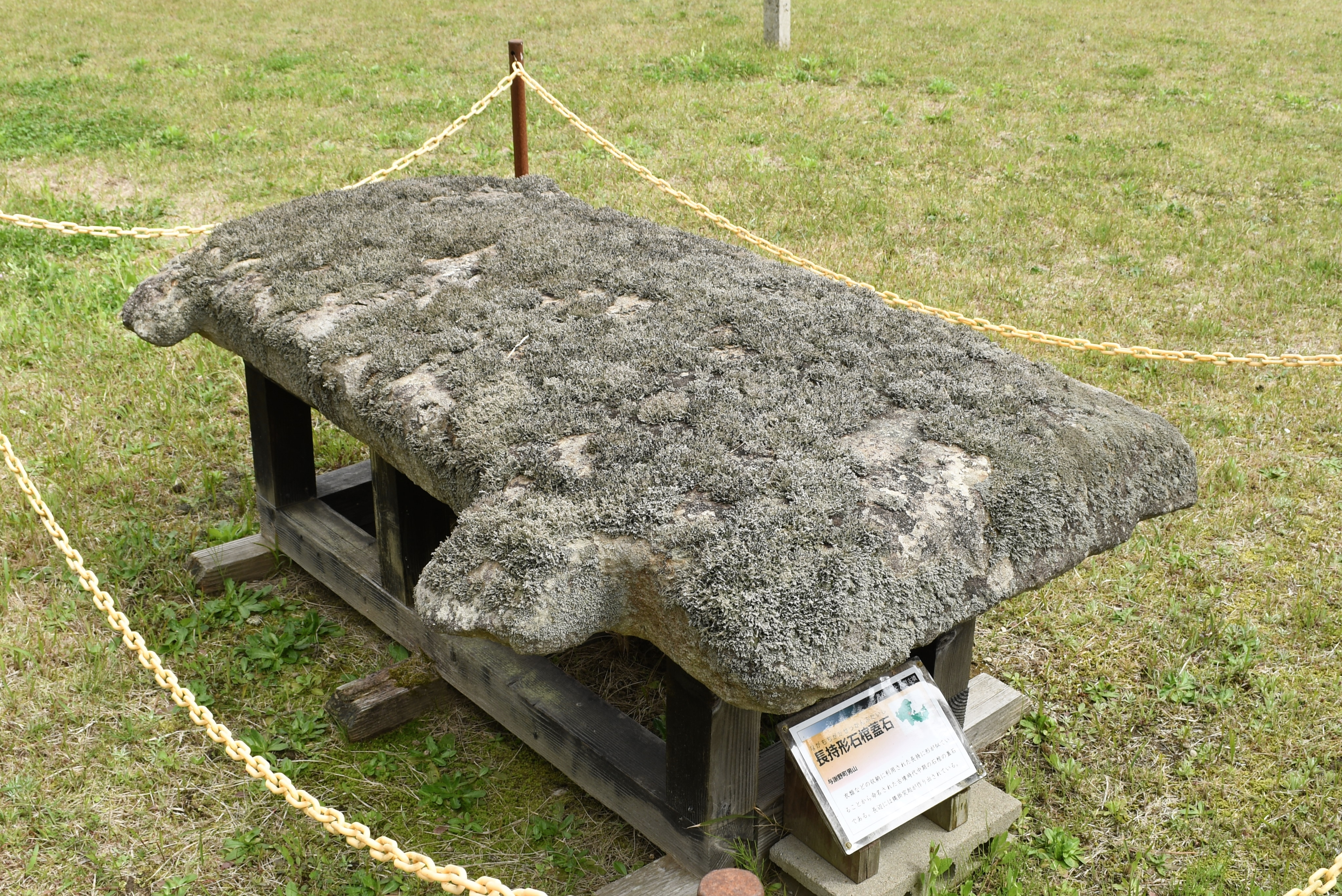
（参考画像）長持形石棺蓋石 京都府立丹後郷土資料館展示。

## 関連施設
- 京都府立丹後郷土資料館（ふるさとミュージアム丹後）（宮津市国分） - 法王寺古墳の出土埴輪を展示。
- 与謝野町古墳公園はにわ資料館（与謝野町明石） - 法王寺古墳の出土埴輪を展示。

## 関連文献
（記事執筆に使用していない関連文献）
- 「男山法王寺ノ古墳」『京都府史蹟勝地調査會報告 第五冊』京都府、1923年。 - リンクは国立国会図書館デジタルコレクション。
- 「法王寺・岩滝丸山両古墳発掘調査概要」『埋蔵文化財発掘調査概報』京都府教育委員会、1970年。